# 野村健二
野村 健二（のむら けんじ、1933年〈昭和8年〉 - 2016年〈平成28年〉10月23日）は宗教家で世界平和統一家庭連合（旧統一教会）の信者。統一思想研究院の初代院長。

## 生涯
石川県生まれ。1958年東京大学文学部卒業。1965年同大学院人文科学研究科心理学専攻博士課程満期退学後、東洋大学講師を2年半務めた。
1966年、統一教会に入信し、1969年、統一教会の合同結婚式に参加した。

## 著書
- 『現代幕末論 歴史法則が予言する創価学会の運命』心情圏出版、1970年6月21日。NDLJP:12241503。
- 『トモヱ学園の仲間たち』三修社、1983年12月20日。ISBN 978-4384032154。NDLJP:12045712。
- 『「創世記」の科学 脳と心の問題に答える』世界日報社 1992年2月 ISBN 978-4882010470
- 『イエスの福音とパウロの福音 統一原理によるパウロ神学の克服』光言社 1993年8月 ISBN 978-4876560356
- 『愛の勝利者ヤコブ 神の祝福と約束の成就』光言社新書 1994年6月 ISBN 978-4876564071
- 『統一原理とは 至福の世界を求めて』光言社 1995年3月 ISBN 978-4876560394
- 『神の沈黙と救い なぜ人間の苦悩を放置するのか』光言社 1996年10月 ISBN 978-4876560530
- 『人道のひとつの側面 捕虜の虐待と優遇』平和文化 2000年2月 ISBN 978-4894880047
- 『幸福への「処方箋」 統一原理のやさしい理解』光言社 2008年9月1日 ISBN 978-4876561421
- 『誤解されたイエスの福音』光言社 2011年11月1日 ISBN 978-4876561667

### 共著
- 『創造性の開発 あなたのかくれた能力を引き出す法』恩田彰共著 講談社ブルーバックス 1964年 ISBN 978-4061176256
- 『霊界を科学する 科学と体験からみた霊界の法則』恵美初彦共著 光言社 1996年3月 ISBN 978-4876560462